# Сийи, Анри де
Анри де Сийи (фр. Henri de Silly; 3 сентября 1551 — после 1586), граф де Ларошгийон — французский аристократ.

## Биография
Сын Луи де Сийи (1510—1557), сеньора де Ларошгийона, барона де Лувуа, и Анн де Лаваль, внук Ги XVI де Лаваля, брат Антуана де Сийи, графа де Ла-Рошпо.
Дамуазо де Коммерси, барон д'Акиньи и де Кревкёр, капитан пятидесяти тяжеловооруженных всадников, государственный советник.
Родился в том же году и месяце, что и Генрих III, на стороне которого сражался в битвах при Жарнаке и Монконтуре.
21 декабря 1585 был пожалован в рыцари орденов короля, цепь ордена Святого Духа получил 31 декабря.
7 октября 1586 был подтвержден во всех привилегиях, пожалованных графам де Ларошгийон, в том числе в праве охотиться в лесу Арти и соседствующих с ним областях, дарованным Филиппом Августом в 1211 году и подтвержденном Карлом IV в марте 1326.
Пуллен де Сен-Фуа пишет, что Генрих III с большой досадой упрекал графа де Ларошгийона, принимавшего за своим столом одного монаха, по-видимому, связанного с Католической лигой и дважды в своих проповедях предрекавшего великие бедствия королевству. Монах распространял слухи о зловещих знамениях, связанных с коронацией Генриха (тот, якобы, кричал во время церемонии, что корона Карла Великого причиняет ему боль, затем она дважды свалилась с его головы, и к тому же забыли пропеть Te Deum) и его свадьбой с Луизой Лотарингской (когда мессу начали служить только в шесть часов вечера). «Добавляют, что Ларошгийон испытывал к этому принцу самую нежную привязанность, и был настолько задет этим упреком, что заболел и умер».

## Семья
Жена: Антуанетта де Пон (ум. 16.01.1632), маркиза де Гершвиль, придворная дама Марии Медичи, дочь Антуана де Пона, графа де Марена, и Мари де Моншеню. Вторым браком вышла за Шарля дю Плесси-Лианкура
Сын:
- Франсуа (ум. 1628), герцог де Ларошгийон. Жена: Катрин Жиллона де Гойон-Матиньон, дочь Шарля де Гойон-Матиньона, графа де Ториньи, и Элеоноры д'Орлеан-Лонгвиль